# La Paella Rusa
La Paella Rusa és un pòdcast i portal d'Internet que analitza la política valenciana en clau d'humor. Deu el seu nom a una secció del programa de Canal 9 El Show de Joan Monleon.
Va iniciar-se com a portal web poc de les eleccions a les Corts Valencianes de 2011 i arribà a tindre 4.000 usuaris únics marcant tendència també a la xarxa social Twitter.  Comptava amb més de 30 articulistes que escrivien sota pseudònim, sent els seus fundadors Cuixa de Pollastre (Guillermo López) i el Senyor Garrofó (Andrés Boix), a la vegada fundadors del portal web La página definitiva.
En 2014 publicaren un llibre, "Sanitat Valensiana", escrit per un col·laborador anomenat Arrop i Tallaetes. Al text, publicat per Uno y Cero ediciones s'analitza l'anomenat model Alzira de privatització de la gestió dels hospitals públics del País Valencià.
El 2019 deixa de publicar al web i passen al format pòdcast a través d'un programa setmanal que s'instal·la en la plataforma del periòdic digital Valencia Plaza amb la participació de Boix i López, a més de les periodistes Marta Meneu i Lucía Márquez.

Portada del web